# NASA World Wind
NASA World Wind er en open-source (udgivet under NOSA-licens) virtuel globus først udviklet af NASA i 2003 til brug på personlige computere og derefter videreudviklet med open source-fællesskabet siden 2004. Den originale version blev udviklet på .NET Framework, der kun kunne køres på Microsoft Windows. Den nyere Java-version, World Wind Java, er cross-platform.
Det viser NASA- og USGS-billeder (United States Geological Survey) på en 3D-model af Jorden og Mars.
Brugeren kan rotere planeten og zoome ind og ud. Stednavne og politiske grænser kan slås til og fra.  Programmet kan også vise billeder fra andre kortservere som er kompatible med OpenGIS Web Mapping Service.
Blue marble-datasæt i lav opløsning er inkluderet i den oprindelige download af programmet. Når brugeren zoomer ind på specielle områder indlæses højtopløselige billeder fra NASAs servere.
Andre data som kan projiceres på globussen inkluderer landegrænser, stednavne og linjer som viser længde- og breddegrader.